# Sant Joaquim i Santa Anna de Casa Bertran
Sant Joaquim i Santa Anna de Casa Bertran és una capella particular de Casa Bertran, en el poble de Surp, del terme municipal de Rialb, a la comarca del Pallars Sobirà. Pertanyia a l'antic terme del mateix nom que el poble.
Està situada a l'extrem nord-oest del poble de Surp.